# اریکا وایت
اریکا وایت (انگلیسی: Erica White؛ زادهٔ ۲۶ اوت ۱۹۸۶) بازیکن بسکتبال اهل ایالات متحده آمریکا است.
از باشگاه‌هایی که در آن بازی کرده‌است می‌توان به آتلانتا دریم اشاره کرد.